# Otto Frank
Otto Frank, rodným jménem Otto Heinrich Frank (12. května 1889 Frankfurt nad Mohanem – 19. srpna 1980 Basilej) byl německý obchodník, který později žil v Nizozemsku a Švýcarsku. Byl otcem Anny a Margot Frankových a manželem Edith Frank a jako jediný z rodiny přežil holokaust. Po Annině smrti zdědil její rukopisy, v roce 1947 zařídil vydání jejího deníku pod názvem Het Achterhuis a dohlížel na jeho divadelní i filmovou adaptaci.

## Rodina
Frank pracoval v bance, kterou původně vedl jeho otec a kterou následně zdědil spolu se svými bratry, až do jejího krachu na počátku 30. let. V den svých 36. narozenin, 12. května 1925, se v Cáchách oženil s Edith Holländer, dědičkou podniku na výrobu kovového šrotu a průmyslových potřeb. Edith bylo v době svatby 25 let. Jejich starší dcera Margot se narodila 16. února 1926, mladší dcera Anne pak 12. června 1929. Edith zemřela 6. ledna 1945 v Auschwitzu na následky hladu a nemocí. Koncem října 1944 byly Margot a Anne převezeny z Auschwitzu do koncentračního tábora Bergen-Belsen, kde zemřely na tyfus[nepřesný odkaz].
V roce 1953 se oženil s Elfriede Markovits, která přežila holokaust a která mu pomáhala v Nadaci Anne Frankové, kterou založil o deset let později. Dcera Elfriedy Markovits, Eva Schloss, je přeživší holokaustu, mírovou aktivistkou a mezinárodní řečnicí.